# Tomas Turesson
Tomas Turesson, Lill-Ture, född 22 september 1964, är en svensk fd fotbollsspelare.
Som son till Tom Turesson fostrades Turesson i Hammarby, men hann även med spel i Hanvikens SK, Älvsjö AIK och Tyresö FF.
Efter sin aktiva karriär har Turesson även arbetat för Svenska fotbollsförbundet som ungdomslandslagstränare